# 布団乾燥機

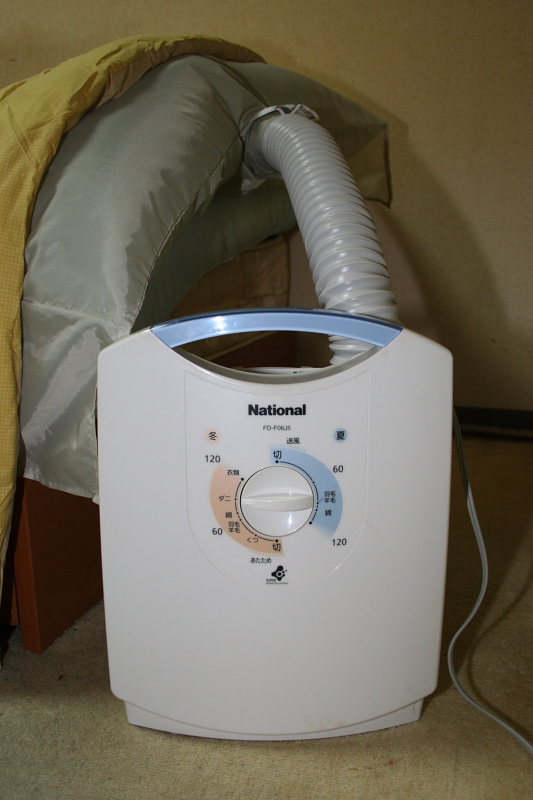
布団乾燥機（パナソニック製）

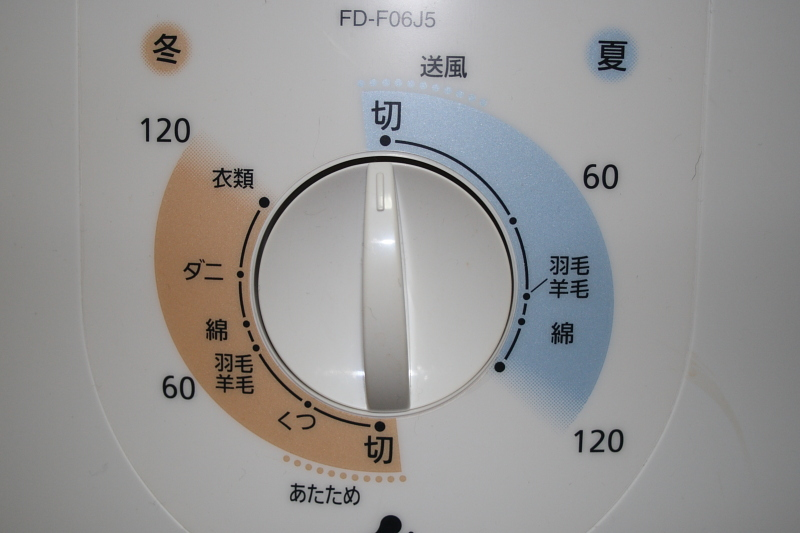
操作部

布団乾燥機（ふとんかんそうき）とは、温風を吹き出すことによって布団などを温め、乾燥させる家電製品である。メーカーにより「ふとん乾燥機」と表記する場合もある。

## 概要
本体内部の送風機（ファン）と電熱ヒーター（一部機種ではセラミックヒーター）から、別体の布袋（エアマット）、あるいは直接的に温風を送り込み、その熱で布団の湿気をとる。タイマーが備えられており、温風と冷却用の冷風を制御する。設定により、冷風を送り込まないようにもできるものがある。ヒーターは500 - 600W（ワット）程度であり、やや小型のヘアドライヤーと同程度である。
布袋は、適度な通気性のある布地にて作られる。これをフレキシブルなホースにて本体につなぐ。あるいは布袋の一部がホース状に縫製されているものもある。この布袋は、掛け布団と敷布団の中間あるいは、マットレスや敷布団のシーツの間（対応品のみ）に敷き入れる。送風されると膨らむが、膨らみ過ぎないように袋の中央部などが縫いつけられている（またはホックで止めてある）。同時に枕を乾燥できるように工夫された製品もある。
ファンの空気取り入れ口の調整によって温風の温度を上げ、熱により布団綿内部に生息するダニなどを死滅させる効率を高めるようにできるものもある。タイマーにはゼンマイを用いた機械式と、決められた分数から選択できるボタン式があり、過熱時に自動的に電源が切れるよう、安全装置も備えられている。
梅雨時など布団を日干しできないときや、後述のようにダニ防止の目的でよく用いられる。近年では、ダニや花粉などを通さない高性能なフィルターが用いられたり、ダニ対策や布団の消臭目的で各種のアロマ（香り）成分を発生するシートなどが備えられているものや、イオンで布団や衣類を消臭するもの、セラミックヒーターを用いてスポット暖房ができる機種も販売されている。またエアマットを省略し、直接布団を乾燥するものも登場している。ホースや布袋は本体に収納できる場合が多い。実売価格が5,000円以下の安価なものから、1万円台のものまである。
1977年に、三菱電機群馬製作所で開発、国産第1号機が発売された後、各家電メーカーが参入した。

## オプション
メーカーによっては用意されていない場合もある。
- 靴の乾燥アタッチメント
- ブーツの乾燥アタッチメント
- 洗濯物の乾燥用具

洗濯物を干したハンガーを入れる袋状のものや、箱状のもの。室内干しの際に役立つ。
- 特殊な空気袋

布団全体を包み込むものや、マットレスや敷布団とシーツの間に敷き、乾燥時以外も常用できるものがある。

## ダニ対策
ダニはアトピー性皮膚炎や気管支喘息のアレルゲンになり得る。よって、これを少なくすることは、症状の軽減に有効である。ダニは気温20 - 30度、湿度60 - 80％程度にてよく繁殖する。布団はヒトの汗を吸い取ることにより、これらの条件を満たしやすく、文字通りダニの温床になりやすい（とくに起床後、すぐに布団をたたんで押入れに収納すると、保湿・保温される）。それらのダニを死滅させるのに簡単な方法は加熱することであり、温度50度で20分加熱することによりおおむね死滅させることができる。
一般に布団は日光に当てることにより乾燥させることが多いが、温度上昇はあまり大きくなく、死滅するほどではない。また、多くは日光の当たらない側に移動する。乾燥そのものはダニの繁殖防止に役立つが、さらに徹底したい場合は、布団乾燥機の熱で積極的に温度を上げることが推奨される。
ただし、高温と乾燥によってダニが死滅などしても、その死骸や糞などは残り、アレルゲンとなる。そのため、布団乾燥機にて乾燥を行ったのち、掃除機にて吸い取ることを同時に行うことが望ましい。